# Riama orcesi
Espèce
Synonymes
- Proctoporus orcesi Kizirian, 1995

Riama orcesi est une espèce de sauriens de la famille des Gymnophthalmidae.

## Répartition
Cette espèce est endémique du Nord-Est de l'Équateur. Elle se rencontre entre 1 100 et 2 460 m d'altitude.

## Étymologie
Cette espèce est nommée en l'honneur de Gustavo Edmundo Orcés Villagómez.

## Publication originale
- Kizirian, 1995 : A new species of Proctoporus (Squamata: Gymnophthalmidae) from the Andean Cordillera Oriental of northeastern Ecuador. Journal of Herpetology, vol. 29, no 1, p. 66-72.